# Шевченково Первое (Волчанский район)
Шевченково Первое (укр. Шевченкове Перше) — село,
Революционный сельский совет,
Волчанский район,
Харьковская область, Украина.
Код КОАТУУ — 6321686405. Население по переписи 2001 года составляет 319 (139/180 м/ж) человек.

## Географическое положение
Село Шевченково Первое находится на берегу безымянной реки, которая через 6 км впадает в Печенежское водохранилище (река Северский Донец), на реке большая запруда, село вытянуто вдоль реки на 5 км.
На расстоянии в 2 км расположены село Березники и посёлок Вишнёвое.

## История
- 1650 — основано как село Дьяков.
- 1921 — переименовано в село Шевченково Первое в честь Т. Г. Шевченко.
- В 1940 году, перед ВОВ, в Шевченково 1-е было 238 дворов, сельсовет, кирпичный завод (в совхозе) и совхоз "Профинтерн"[2].
- В 1940 году на расположенном севернее хуторе Розрытая, после ВОВ вошедшем в состав села, были 15 дворов[3].

## Название
- В 1920-х — начале 1930-х годов Волчанском районе и области прошла "волна" переименований[4] значительной части населённых пунктов[5], в основном на левом (восточном) берегу Донца, в «революционные» названия — в честь Октябрьской революции, пролетариата, сов. власти, Кр. армии, социализма, Сов. Украины, деятелей "демократического и революционного движения" (Т. Шевченко, Г. Петровского) и новых праздников (1 мая и др.[5]) Это приводило к путанице, так как рядом могли оказаться сёла с одинаковыми новыми названиями, которым зачастую давали названия «1-е» и «2-е» - например, Первое, Второе и просто Шевченково.